# Mòng biển Olrog
Larus atlanticus là một loài chim trong họ Laridae.
Loài chim này được tìm thấy dọc theo bờ biển Đại Tây Dương ở miền nam Brazil, Uruguay và miền bắc Argentina. Trước đây được coi là một phân loài của rất giống nó là L. belcheri. Nó là một loài mòng biển lớn với lưng và cánh màu đen, đầu và phía dưới màu trắng, một dải màu đen ở đuôi, mỏ màu vàng với đầu mỏ màu đỏ và đen.